# Estação Vardar

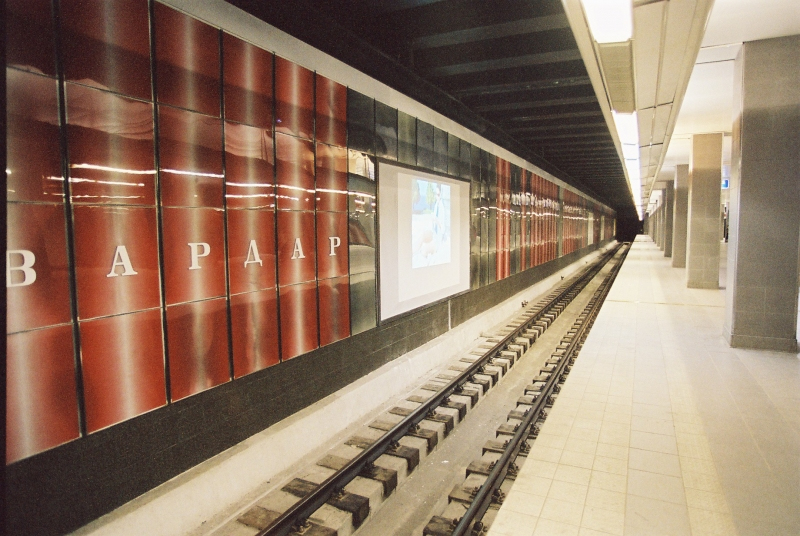
Foto da estação

A Estação Metroviária Vardar é uma estação da linha principal do Metropolitano de Sófia, na Bulgária. A estação, que entrou em operação em 28 de janeiro de 1998, é precedida pela Estação Zapaden Park e sucedida pela Estação Konstantin Velichkov, no sentido Obelya-Mladost 1.